# V Australia
La Virgin Blue International Airlines Pty Ltd, commercializzata come V Australia, era una compagnia aerea lungo raggio australiana, con sede a Sydney di proprietà del gruppo Virgin Blue Holdings Limited. A dicembre 2011 è confluita nella compagnia Virgin Australia, cessando le operazioni con il proprio nome.

## Flotta
| Aeromobile       | Numero | Ordini | Passeggeri (Business/Premium/Economy) | Immatricolazioni |
| ---------------- | ------ | ------ | ------------------------------------- | ---------------- |
| Boeing 777-300ER | 5      |        | 353 (33/40/280)                       | [ 3 ]            |